# Number Ones (DVD)
Number Ones – album wideo (DVD) amerykańskiego piosenkarza pop – Michaela Jacksona wydany 13 listopada 2003 przez wytwórnię Epic Records.
W Polsce album uzyskał certyfikat złotej płyty DVD za sprzedaż ponad 5 000 egzemplarzy.

## Lista utworów
| 1.  | „Don’t Stop ’Til You Get Enough” | 4:11    |
|     |                                  |         |
| 2.  | „Rock with You”                  | 3:22    |
|     |                                  |         |
| 3.  | „Billie Jean”                    | 4:55    |
|     |                                  |         |
| 4.  | „Beat It”                        | 4:56    |
|     |                                  |         |
| 5.  | „Thriller”                       | 13:43   |
|     |                                  |         |
| 6.  | „Bad”                            | 4:20    |
|     |                                  |         |
| 7.  | „The Way You Make Me Feel”       | 6:43    |
|     |                                  |         |
| 8.  | „Man in the Mirror”              | 5:02    |
|     |                                  |         |
| 9.  | „Smooth Criminal”                | 4:16    |
|     |                                  |         |
| 10. | „Dirty Diana”                    | 5:08    |
|     |                                  |         |
| 11. | „Black or White”                 | 6:22    |
|     |                                  |         |
| 12. | „You Are Not Alone”              | 5:37    |
|     |                                  |         |
| 13. | „Earth Song”                     | 7:29    |
|     |                                  |         |
| 14. | „Blood on the Dance Floor”       | 4:15    |
|     |                                  |         |
| 15. | „You Rock My World”              | 10:26   |
|     |                                  |         |
|     |                                  | 1:30:45 |
|     |                                  |         |

### Certifikaty
| Państwo           | Certifikaty | Nakład sprzedaży |
| ----------------- | ----------- | ---------------- |
| Stany Zjednoczone | 13x Platyna | 1 300 000+       |
| Australia         | 20x Platyna | 300 000+         |
| Niemcy            | Złoto       | 100 000+         |
| Japonia           | Złoto       | 100 000+         |
| Nowa Zelandia     | 6x Platyna  | 30 000+          |
| Hiszpania         | 2x Platyna  | 25 000+          |
| Polska            | Złoto       | 5000+            |

### Notowania
| Notowanie (2003/2009)       | Szczytowa pozycja |
| --------------------------- | ----------------- |
| Australian Top 40 Music DVD | 1                 |
| Czech Albums Chart          | 14                |
| Hungarian Top 20 DVD        | 3                 |
| Italian DVD Albums Chart    | 9                 |
| Swedish DVD Albums Chart    | 3                 |